# Föreningen Storasyster
Föreningen Storasyster är en svensk ideell förening/organisation som ger stöd till personer som utsatts för sexuellt våld. Den verkar också upplysande och opinionsbildande för att motverka våldtäkt och sexuella övergrepp. Föreningen grundades 2012 av Sanna Bergendahl, som själv utsattes för sexuella övergrepp som barn. När hon polisanmälde händelserna saknade hon en personlig samtalskontakt. Hon skapade därför Föreningen Storasyster som utbildar volontärer som verkar stödjande för drabbade personer. Bergendahl fick stipendiet Change leader av Kinnevik 2013, som delas ut till sociala entreprenörer. Stipendiet innebar att hon fick lön i tre år för att fortsätta utveckla sitt arbete med föreningen.
Sedan 2014 är Cecilia Bödker Pedersen Generalsekreterare. Hon har under tiden som hon har varit verksam lyft Storasyster och verkat starkt opinionsbildande. Cecilia Bödker Pedersen tog tillsammans med sitt team fram priset Årets Storasyster som delades ut första gången 2023 på Dramaten i Stockholm. Vinnare av 2023 års Årets Storasyster var Gun Heimer som är professor och gynekolog och som sedan 1994 har arbetat med att främja kvinnors hälsa med inriktning mot våld och sexuella övergrepp. 
Föreningen riktar sig till personer över 13 år i första hand, men alla är välkomna med sin berättelse. År 2019 hade föreningen 140 volontärer och gav stöd till 2 500 personer.
År 2019 tilldelades Föreningen Storasyster Kvinnofridspriset som delas ut till verksamheter verksamma i Stockholms län. År 2020 tilldelades organisationen Storasyster Stockholms stads Trygghetspris. År 2020 tilldelades Föreningen storasyster arvsfondens GuldKorn vars syfte är att uppmärksamma hur verksamheter inom föreningsvärlden bidrar till att utveckla och förbättra vårt samhälle. 